# Сольца (Польща)
Сольца (пол. Solca) — село в Польщі, у гміні Пілиця Заверцянського повіту Сілезького воєводства.
Населення — 161 особа (2011).
У 1975—1998 роках село належало до Катовицького воєводства.

## Демографія
Демографічна структура станом на 31 березня 2011 року:
|          | Загалом | Допрацездатний вік | Працездатний вік | Постпрацездатний вік |
| -------- | ------- | ------------------ | ---------------- | -------------------- |
| Чоловіки | 78      | 13                 | 52               | 13                   |
| Жінки    | 83      | 17                 | 43               | 23                   |
| Разом    | 161     | 30                 | 95               | 36                   |